# Houston Open 1981
Lo Houston Open 1981 è stato un torneo di tennis giocato su terra verde. È stata la 11ª edizione dello Houston Open, che fa parte del Volvo Grand Prix 1981. Il torneo si è giocato a Houston negli USA, dal 6 al 13 aprile 1981.

## Campioni

### Singolare maschile
Guillermo Vilas ha battuto in finale  Sammy Giammalva con il punteggio di 6–2 6–4

### Doppio maschile
Mark Edmondson /  Sherwood Stewart hanno battuto in finale  Anand Amritraj /  Fred McNair con il punteggio di 6–4, 6–3